# Anche i dottori ce l'hanno
Anche i dottori ce l'hanno (The Hospital) è un film statunitense del 1971 diretto da Arthur Hiller.
La sceneggiatura fu scritta da Paddy Chayefsky, il quale fu insignito nel 1972 del Premio Oscar per la migliore sceneggiatura originale.

## Trama
Quarantott'ore della vita del dottor Bock, il primario di medicina in una grande ospedale di Manhattan dove c'è una sezione dedicata all'apprendimento medico. Bock è nel pieno di una crisi di mezz'età, che lo sta portando sull'orlo del suicidio. Una serie di morti bizzarre che accadono nell'ospedale tra lo staff medico lo distolgono dal tentativo di far apparire il suicidio un incidente a scopo assicurativo.

## Riconoscimenti
- 1972 - Premio Oscar
  - Migliore sceneggiatura originale a Paddy Chayefsky
  - Candidatura Miglior attore protagonista a George C. Scott
- 1972 - Golden Globe
  - Migliore sceneggiatura a Paddy Chayefsky
  - Candidatura Miglior attore in un film drammatico a George C. Scott
  - Candidatura Miglior attrice non protagonista a Diana Rigg
- 1972 - Premio BAFTA
  - Migliore sceneggiatura a Paddy Chayefsky
  - Candidatura Miglior attore protagonista a George C. Scott
- 1972 - Festival di Berlino
  - Ocic Award a Arthur Hiller
  - Orso d'argento a Arthur Hiller
  - Candidatura Orso d'oro a Arthur Hiller

Nel 1995 il film è stato scelto per la conservazione nel National Film Registry della Biblioteca del Congresso degli Stati Uniti, per il fatto di essere "culturalmente, storicamente, esteticamente significativo".